# Wereldkampioenschap superbike van Sugo 1992
Het wereldkampioenschap superbike van Sugo 1992 was de negende ronde van het wereldkampioenschap superbike 1992. De races werden verreden op 30 augustus 1992 op het Sportsland SUGO nabij Murata, Japan.

## Race 1
| Pos | Nr | Rijder               | Constructeur | Rondes | Tijd                | Grid | Punten |
| --- | -- | -------------------- | ------------ | ------ | ------------------- | ---- | ------ |
| 1   | 1  | Doug Polen           | Ducati       | 25     | 39:11.247           | 1    | 20     |
| 2   | 14 | Kevin Magee          | Yamaha       | 25     | +2.460              | 2    | 17     |
| 3   | 5  | Fabrizio Pirovano    | Yamaha       | 25     | +3.294              | 5    | 15     |
| 4   | 61 | Shoichi Tsukamoto    | Kawasaki     | 25     | +15.983             | 6    | 13     |
| 5   | 2  | Raymond Roche        | Ducati       | 25     | +21.203             | 10   | 11     |
| 6   | 13 | Aaron Slight         | Kawasaki     | 25     | +26.908             | 9    | 10     |
| 7   | 63 | Keiichi Kitagawa     | Kawasaki     | 25     | +28.899             | 8    | 9      |
| 8   | 4  | Stéphane Mertens     | Ducati       | 25     | +35.793             | 14   | 8      |
| 9   | 58 | Piergiorgio Bontempi | Kawasaki     | 25     | +39.439             | 12   | 7      |
| 10  | 52 | Mat Mladin           | Kawasaki     | 25     | +39.534             | 19   | 6      |
| 11  | 3  | Rob Phillis          | Kawasaki     | 25     | +48.977             | 13   | 5      |
| 12  | 64 | Shinichiro Imai      | Kawasaki     | 25     | +50.475             | 18   | 4      |
| 13  | 10 | Davide Tardozzi      | Ducati       | 25     | +58.199             | 22   | 3      |
| 14  | 57 | Adrien Morillas      | Yamaha       | 25     | +1:01.296           | 23   | 2      |
| 15  | 74 | Tetsuya Shirai       | Honda        | 25     | +1:01.472           | 11   | 1      |
| 16  | 56 | Andreas Hofmann      | Kawasaki     | 25     | +1:01.808           | 20   |        |
| 17  | 62 | Kiyokazu Tada        | Kawasaki     | 25     | +1:05.921           | 17   |        |
| 18  | 8  | Baldassarre Monti    | Honda        | 25     | +1:24.922           | 24   |        |
| 19  | 54 | Christer Lindholm    | Yamaha       | 25     | +1:26.132           | 26   |        |
| 20  | 73 | Kenji Fujioka        | Honda        | 25     | +1:27.436           | 25   |        |
| 21  | 65 | Masanori Hanawa      | Yamaha       | 24     | +1 ronde            | 27   |        |
| 22  | 12 | Jeffry de Vries      | Yamaha       | 24     | +1 ronde            | 29   |        |
| 23  | 71 | Katsuya Watanabe     | Honda        | 24     | +1 ronde            | 33   |        |
| 24  | 72 | Akira Enoki          | Suzuki       | 24     | +1 ronde            | 32   |        |
| 25  | 68 | Wataru Yoshikawa     | Yamaha       | 23     | +2 ronden           | 16   |        |
| DNF | 27 | Fred Merkel          | Yamaha       | 21     | Uitgevallen         | 7    |        |
| DNF | 48 | Daniel Amatriaín     | Ducati       | 21     | Uitgevallen         | 4    |        |
| DNF | 9  | Giancarlo Falappa    | Ducati       | 10     | Uitgevallen         | 3    |        |
| DNF | 50 | Virginio Ferrari     | Ducati       | 9      | Uitgevallen         | 28   |        |
| DNF | 59 | Takahiro Sohwa       | Kawasaki     | 6      | Uitgevallen         | 15   |        |
| DNF | 67 | Norikazu Kawanaka    | Honda        | 4      | Uitgevallen         | 31   |        |
| DNF | 70 | Akira Shiina         | Ducati       | 3      | Uitgevallen         | 30   |        |
| DNS | 66 | Masato Mogi          | Kawasaki     | 0      | Niet gestart        | 21   |        |
| DNQ | 75 | Tatsuo Kanaumi       | Honda        | 0      | Niet gekwalificeerd |      |        |
| DNQ | 76 | Tohru Suzuki         | Ducati       | 0      | Niet gekwalificeerd |      |        |

## Race 2
| Pos | Nr | Rijder               | Constructeur | Rondes | Tijd                | Grid | Punten |
| --- | -- | -------------------- | ------------ | ------ | ------------------- | ---- | ------ |
| 1   | 1  | Doug Polen           | Ducati       | 25     | 39:07.205           | 1    | 20     |
| 2   | 14 | Kevin Magee          | Yamaha       | 25     | +1.187              | 2    | 17     |
| 3   | 5  | Fabrizio Pirovano    | Yamaha       | 25     | +18.628             | 5    | 15     |
| 4   | 13 | Aaron Slight         | Kawasaki     | 25     | +22.835             | 9    | 13     |
| 5   | 61 | Shoichi Tsukamoto    | Kawasaki     | 25     | +22.988             | 6    | 11     |
| 6   | 9  | Giancarlo Falappa    | Ducati       | 25     | +24.599             | 3    | 10     |
| 7   | 63 | Keiichi Kitagawa     | Kawasaki     | 25     | +24.919             | 8    | 9      |
| 8   | 2  | Raymond Roche        | Ducati       | 25     | +36.673             | 10   | 8      |
| 9   | 10 | Davide Tardozzi      | Ducati       | 25     | +38.838             | 22   | 7      |
| 10  | 3  | Rob Phillis          | Kawasaki     | 25     | +40.852             | 13   | 6      |
| 11  | 58 | Piergiorgio Bontempi | Kawasaki     | 25     | +41.044             | 12   | 5      |
| 12  | 52 | Mat Mladin           | Kawasaki     | 25     | +41.444             | 19   | 4      |
| 13  | 27 | Fred Merkel          | Yamaha       | 25     | +48.487             | 7    | 3      |
| 14  | 68 | Wataru Yoshikawa     | Yamaha       | 25     | +57.191             | 16   | 2      |
| 15  | 8  | Baldassarre Monti    | Honda        | 25     | +57.262             | 24   | 1      |
| 16  | 62 | Kiyokazu Tada        | Kawasaki     | 25     | +57.416             | 17   |        |
| 17  | 65 | Masanori Hanawa      | Yamaha       | 24     | +1 ronde            | 27   |        |
| 18  | 73 | Kenji Fujioka        | Honda        | 24     | +1 ronde            | 25   |        |
| 19  | 72 | Akira Enoki          | Suzuki       | 24     | +1 ronde            | 32   |        |
| 20  | 71 | Katsuya Watanabe     | Honda        | 24     | +1 ronde            | 33   |        |
| DNF | 48 | Daniel Amatriaín     | Ducati       | 23     | Uitgevallen         | 4    |        |
| DNF | 12 | Jeffry de Vries      | Yamaha       | 16     | Uitgevallen         | 29   |        |
| DNF | 57 | Adrien Morillas      | Yamaha       | 13     | Uitgevallen         | 23   |        |
| DNF | 74 | Tetsuya Shirai       | Honda        | 7      | Uitgevallen         | 11   |        |
| DNF | 59 | Takahiro Sohwa       | Kawasaki     | 6      | Uitgevallen         | 15   |        |
| DNF | 50 | Virginio Ferrari     | Ducati       | 4      | Uitgevallen         | 28   |        |
| DNF | 67 | Norikazu Kawanaka    | Honda        | 4      | Uitgevallen         | 31   |        |
| DNF | 4  | Stéphane Mertens     | Ducati       | 1      | Uitgevallen         | 14   |        |
| DNF | 64 | Shinichiro Imai      | Kawasaki     | 0      | Uitgevallen         | 18   |        |
| DNF | 56 | Andreas Hofmann      | Kawasaki     | 0      | Uitgevallen         | 20   |        |
| DNF | 54 | Christer Lindholm    | Yamaha       | 0      | Uitgevallen         | 26   |        |
| DNF | 70 | Akira Shiina         | Ducati       | 0      | Uitgevallen         | 30   |        |
| DNS | 66 | Masato Mogi          | Kawasaki     | 0      | Niet gestart        | 21   |        |
| DNQ | 75 | Tatsuo Kanaumi       | Honda        | 0      | Niet gekwalificeerd |      |        |
| DNQ | 76 | Tohru Suzuki         | Ducati       | 0      | Niet gekwalificeerd |      |        |

## Tussenstanden na wedstrijd
| Pos | Nr | Rijder            | Team     | Punten |
| --- | -- | ----------------- | -------- | ------ |
| 1   | 1  | Doug Polen        | Ducati   | 267    |
| 2   | 2  | Raymond Roche     | Ducati   | 241    |
| 3   | 3  | Rob Phillis       | Kawasaki | 223    |
| 4   | 9  | Giancarlo Falappa | Ducati   | 206    |
| 5   | 5  | Fabrizio Pirovano | Yamaha   | 187    |

1988 · 1989 · 1990 · 1991 · 1992 · 1993 · 1994 · 1995 · 1996 · 1997 · 1998 · 1999 · 2000 · 2001 · 2002 · 2003